# SAIPA

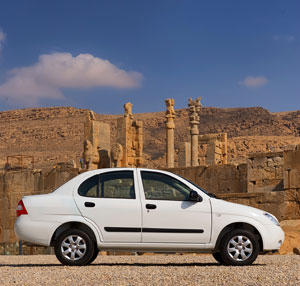
Saipa Tiba

Сайпа (перс. سایپا, фр. SAIPA — Société Anonyme Iranienne de Production Automobile) — іранський автовиробник зі штаб-квартирою в Тегерані, створена в 1966, з 75% часткою в капіталі Ірану для складання автомобілів Citroen за ліцензією для іранського ринку.
Нині виробляє в основному корейські автомобілі, але розробила власний двигун і модельний ряд автомобілів. Його виконавчим директором є Алі Шейхзаде
Основні дочірні компанії SAIPA Group є Saipa , Pars Khodro і Zamyad Co.
Персонал компанії на лютий 2013 становив 39 304 особи. На цей же час компанія входила в список найбільших компаній Ірану на 2-му місці.

### Сучасні моделі
| Назва                    | Зображення | Рік  |
| ------------------------ | ---------- | ---- |
| Tiba                     |            | 2009 |
| Tiba 2                   |            | 2009 |
| Saipa 151 (pride pickup) |            | 2014 |
| Saina                    |            | 2016 |
| Quik                     |            | 2017 |
| Shahin                   |            | 2019 |
| Aria                     |            | 2022 |
| Atlas                    |            | 2022 |
| Sahand                   |            | 2023 |

| Назва                              | Зображення  | Рік         |
| Pars Khodro                        | Pars Khodro | Pars Khodro |
| ---------------------------------- | ----------- | ----------- |
| Brilliance H230 - Pars Khodro H230 |             | 2014        |
| Brilliance H220 - Pars Khodro H220 |             |             |
| Pars Khodro H330 Cross             |             | 2014        |
| Pars Tondar and Tondar 90          |             |             |
| Cadila P90                         |             | 2023        |
| Zamyad                             |             |             |
| Zamyad Z24                         |             |             |
| Padra                              |             | 2015        |
| Padra Plus                         |             | 2021        |
| Karun                              |             | 2022        |

#### Інші моделі
- Kia Cerato
- Kia Forte
- Renault Sandero Stepway
- Jinbei Haise
- Dongfeng Rich
- Zamyad Padra
- Iveco Azar Minibus